# Fanny (Be Tender with My Love)
"Fanny (Be Tender with My Love)" é uma canção dos Bee Gees presente no álbum Main Course, de 1975, e lançada como single em 1976.

## História
Segundo Barry, o nome da canção foi baseado em uma empregada doméstica que eles conheceram na época da gravação do álbum Main Course, e seu nome foi ideia de Maurice Gibb.

## Lista de faixas
| 7" (EUR: RSO 2090 179 / ITA: RSO 2090 183 / JAP: RSO DP-1112 / EUA e CAN: RSO SO-519) |                 |                  |         |  |
| N.º                                                                                   | Título          | Compositor(es)   | Duração |  |
| 1.                                                                                    | "Fanny"         | B., R. & M. Gibb | 3:26    |  |
| 2.                                                                                    | "Country Lanes" | B. & R. Gibb     | 3:29    |  |
| Duração total:                                                                        | Duração total:  | Duração total:   | 6:55    |  |

## Ficha técnica
- Barry Gibb — vocal, violão
- Robin Gibb — vocal de apoio
- Maurice Gibb — vocal de apoio, baixo, violão
- Blue Weaver — piano, teclados, sintetizador
- Alan Kendall — guitarra
- Dennis Bryon — bateria e percussão
- Arif Mardin — arranjos, produção

## Posições nas paradas
| Parada                             | Posição |
| ---------------------------------- | ------- |
| Alemanha (BVMI)                    | 42      |
| Bélgica (BEA)                      | 18      |
| Canadá (Music Canada)              | 2       |
| Estados Unidos (Billboard Hot 100) | 12      |
| Nova Zelândia (RIANZ)              | 7       |